# Sam Ruben
Sam Ruben (* 5. November 1913 in San Francisco als Charles Rubenstein; † 28. September 1943) war ein US-amerikanischer Chemiker. Er ist bekannt für die Synthetisierung des langlebigen Kohlenstoffisotops C14 mit Martin Kamen (1940).
Die Familie änderte den Namen Rubenstein 1930 in Ruben. Ruben boxte in seiner Jugend (Jack Dempsey war ein Nachbar) und spielte Basketball. Er studierte Chemie an der University of California, Berkeley, an der er 1938 in Physikalischer Chemie promoviert wurde. Danach war er dort Instructor und ab 1941 Assistant Professor. Zusammen mit Martin Kamen gelang ihm 1940 am Zyklotron des Radiation Laboratory in Berkeley die Herstellung des C14 Isotops, mit dem sie den Photosynthese-Stoffwechsel von Pflanzen untersuchen wollten. Während sie in der Aufklärung des Kohlenstoff-Stoffwechsels bei der Photosynthese weniger erfolgreich waren, gelang ihm  in Experimenten mit schwerem Wasser zu zeigen, dass der Sauerstoff, der von Pflanzen bei der Photosynthese produziert wird, aus dem Wasser kam. 1943 war er im Rahmen der Kriegsanstrengungen der USA mit der Untersuchung des Giftgases Phosgen befasst und starb nach einem Laborunfall mit Phosgen. Er inhalierte das Gas, das aus einer defekten Ampulle austrat, und starb am Tag darauf.
1949 wurde C14 von Willard Frank Libby für die Radiokarbondatierung benutzt.
Er war seit 1935 verheiratet und hatte drei Kinder. Sein Sohn George war Professor am Dartmouth College.
Er sollte nicht mit dem US-amerikanischen Erfinder Samuel Ruben (1900–1988), Gründer von Duracell, verwechselt werden.